# 五一站 (莫斯科地鐵)
五一站（羅馬化：Pervomayskaya）是莫斯科地鐵的一個車站，位於莫斯科東部。五一站開通於1961年10月21日，是阿爾巴特－波克羅夫卡線的車站。站名取自五一列车站。